# Teichosporaceae
Teichosporaceae es una familia de hongos en el orden Pleosporales.

## Géneros
- Bertiella
- Byssothecium
- Chaetomastia
- Immothia
- Loculohypoxylon
- Sinodidymella
- Teichospora